# 爪哇雀鹛
爪哇雀鹛（学名：Alcippe pyrrhoptera），是雀眉科雀鹛属的一种，为印度尼西亚的特有种。该物种的保护状况被评为无危。
爪哇雀鹛的栖息地包括亚热带或热带的湿润低地林和亚热带或热带的湿润山地林。